# Glossario di psicologia
Questa lista è suscettibile di variazioni e potrebbe essere incompleta o non aggiornata.

Glossario dei termini psicologici. In esso afferiscono termini propri della psicologia, della psicoterapia e della psicoanalisi, nonché di scienze affini quali neuropsicologia, psichiatria, medicina e neuroscienze.

## A
- Abitudine: disposizione o attitudine acquisita mediante ripetute esperienze. Questa disposizione si riferisce di solito agli esseri umani ma può anche indicare comportamenti animali.
- Abuso: uso o trattamento di qualcosa (persona, animale, cosa, idea...) che causi un certo genere di danno o è illegale. Il relativo sinonimo è maltrattamento.
- Abuso sessuale: coinvolgimento in atti sessuali, fisici o psicologici, di una persona non in grado di scegliere
- Adolescenza: fase dell'età evolutiva che va dai 13 ai 20 anni.
- Affettività: sentimenti ed emozioni proprie dell'uomo nell'ambito delle sue relazioni sociali, in particolare di quelle familiari, sentimentali e amicali caratterizzate da una particolare intimità.
- Affetto: sentimento che lega una persona a qualcuno o qualcosa.
- Anosognosia
- Agorafobia
- Allucinazione
- Allucinazione uditiva
- Analisi strutturale: percorso della descrizione diagnostica di un disturbo psichico o più semplicemente di una consulenza psicologica puramente descrittiva. L'accezione strutturale indica l'oggetto dell'analisi: la struttura psichica, dell'Io e della personalità.
- Analisi transazionale
- Anoressia nervosa
- Ansia
- Antipatia
- Associazionismo
- Attacchi di panico

## B
- Benzodiazepine
- Bioenergetica
- Bisogno
- Bulimia
- burnout

## C
- Captologia
- Colpevolizzazione della vittima
- Complesso del Messia
- Comportamento
- Comportamentismo
- Comprensione
- Comunicazione efficace
- Condizionamento
- Consapevolezza
- Conscio
- Coordinazione
- Coprofilia
- Coprolalia
- Coscienza
- Costruttivismo
- Counseling
- Crudeltà

## D
- Depressione
- Desensibilizzazione
- Destinatario
- Diagnostic and Statistical Manual of Mental Disorders
- Dieta
- Dissociazione
- Déjà vu

## E
- Effetto Dunning-Kruger
- Effetto Mozart
- Egocentrismo
- Empatia
- Enneagramma
- Epistemologia operativa
- Esperienza
- Esperienza sensibile

## F
- Filosofia della psicologia
- Fobia
- Follia
- Funzionalismo

## I
- Immaginazione
- Inconscio
- Innamoramento
- Intelligenza
- Intelligenza emotiva
- Introiezione
- Invidia
- Io
- Ispirazione
- Isteria
- Istinto
- Itapi

## L
- Lapsus
- Legge di Weber-Fechner
- Libido
- Lutto

## M
- Manipolazione
- Meme
- Mente
- Metapsicologia
- Milan Approach
- Misandria
- Mobbing
- Motivazione

## N
- Narcisismo
- Neuropsicologia clinica
- Nevrosi
- Nostalgia

## O
- Obesità
- Ortoressia
- Ostalgie
- Ottimismo
- Onironautica

## P
- Parafilia
- Parafrenia
- Paramnesia
- Paramnesia reduplicativa
- Paranoia
- Pareidolia
- Pareidolia acustica
- Pensiero critico
- Pensiero laterale
- Personalità
- Pertinenza (teoria della)
- Pietà (sentimento)
- Plagio
- Psiche
- Psicoacustica
- Psicofarmaci
- Psicofisica
- Psicologia analitica
- Psicologia cognitiva
- Psicologia culturale
- Psicologia del lavoro
- Psicologia dell'emergenza
- Psicologia dell'invecchiamento
- Psicologia della Gestalt
- Psicologia della religione
- Psicologia delle attitudini
- Psicologia fisiologica
- Psicologia positiva
- Psicologia transpersonale
- Psicologia umanistica
- Psicometria
- Psicopatologia
- Psicopedagogia
- Psicosomatica
- Psicotecnica
- Psicoterapia
- Pulsione

## Q
- Quoziente d'intelligenza

## R
- Ragione
- Rapid eye movement (REM)
- Raptus
- Resilienza
- Riflesso condizionato
- Rimorso
- Rimozione
- Riso (ridere)

## S
- Sarcasmo
- Scala Kinsey
- Schema di Johari
- Schizofrenia
- Scuola di Berlino
- Scuola di Graz
- Scuola storico-culturale
- Seduzione (meccanismi psicologici)
- Sensazione
- Sentimento
- Simbiosi
- Simpatia
- Sindrome di Alice nel Paese delle Meraviglie
- Sindrome da alienazione genitoriale
- Sindrome di Capgras
- Sindrome di Cassandra
- Sindrome di Cotard
- Sindrome di Fregoli
- Sindrome di Gerusalemme
- Sindrome dell'impostore
- Sindrome di Munchausen
- Sindrome di Parigi
- Sindrome di prisonizzazione
- Sindrome di Stendhal
- Sindrome di Stoccolma
- Sinestesia
- Social cognition
- Soddisfazione
- Sofferenza
- Sogno
- Sogno lucido
- Sospensione del giudizio
- Speranza
- Stato mentale
- Struttura di personalità
- Studi di genere
- Stupidità
- Subcosciente
- Suicidio
- Sé (coscienza)
- Strutturalismo

## T
- Temperamento
- Teoria della mente
- Terapia breve
- Terapia comportamentale
- Test
- Test della falsa credenza
- Test di Rorschach
- Test di personalità
- Test psicologici proiettivi
- Timidezza d'amore
- Trance

## U
- Unità psicofisica
- Usabilità